# Desiro Classic des SPRINTER
Die Strecke des Sprinter im San Diego County in den USA wird mit zwölf dieselmechanischen Triebzügen des Typs Desiro Classic bedient. Die Triebzüge wurden von Siemens Transportation Systems (heute: Siemens Mobility) entwickelt und gefertigt. Betreiber ist die Nahverkehrsgesellschaft North County Transit District (NCTD). North County steht dabei für den nördlichen Teil des San Diego County.

## Geschichte

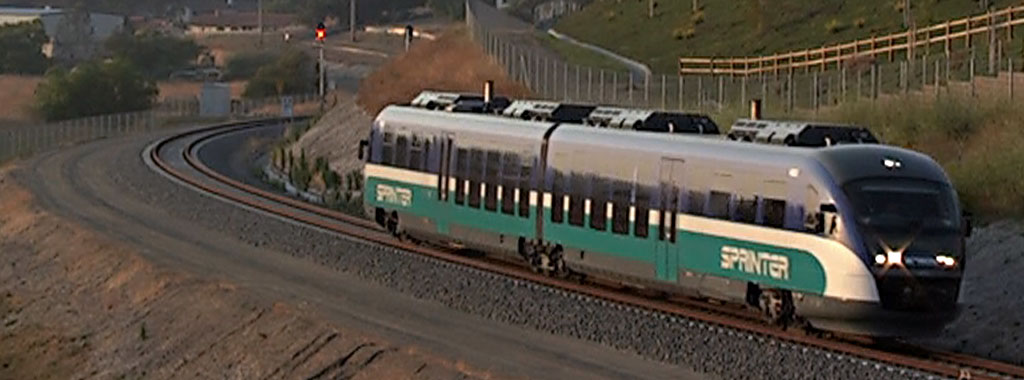
NCTD Sprinter im Jahr 2008

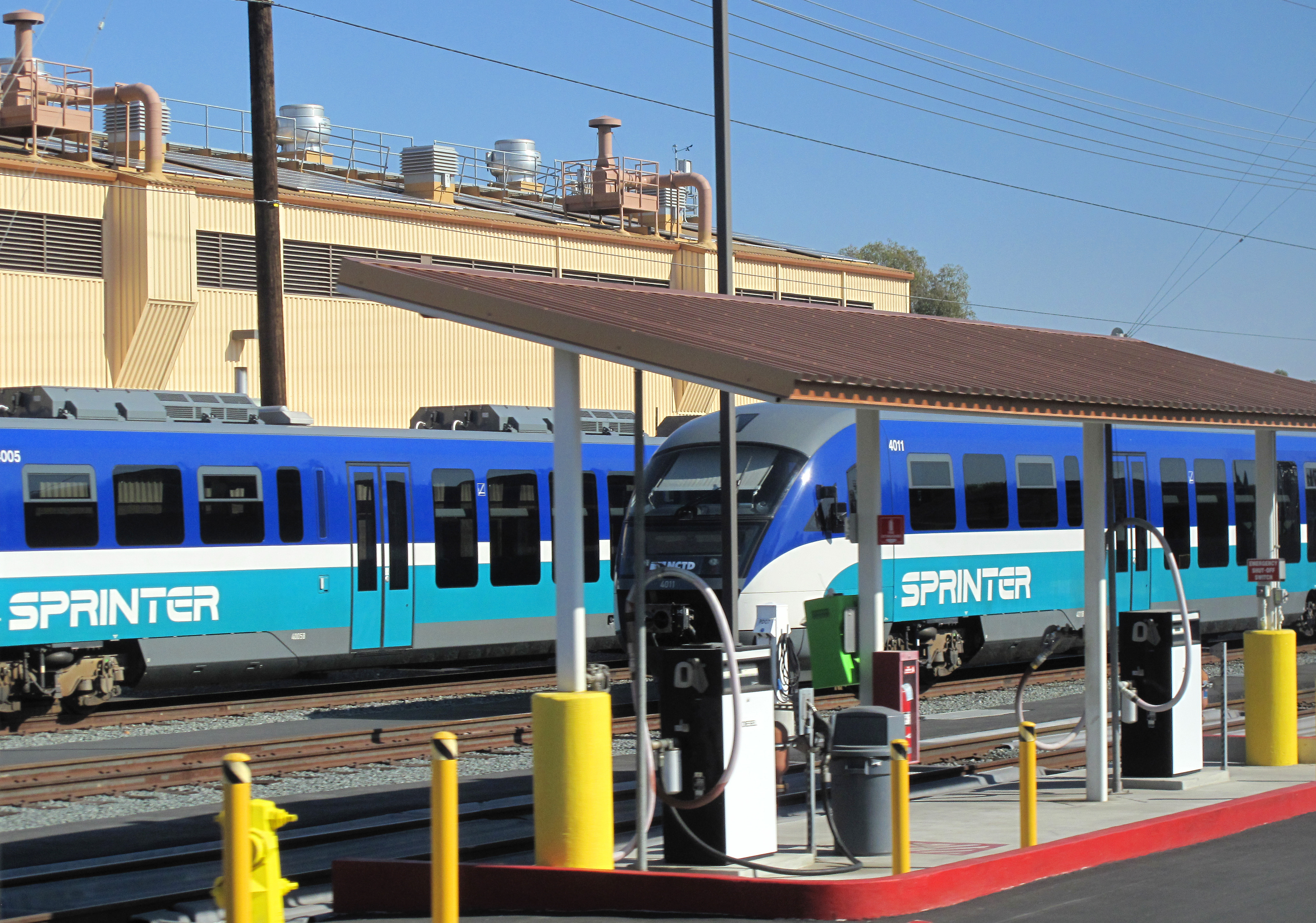
NCTD Sprinter-Fahrzeuge im Betriebshof

Hersteller der Triebzüge ist die Firma Siemens Transportation Systems, in deren Werk in Krefeld-Uerdingen die Produktion stattfand. Von Bremerhaven aus verließen am 14. Juli 2006 die ersten drei Züge an Bord des Schiffes MV Medea Deutschland. Der Weg führte über den Atlantik, durch den Panama-Kanal und über den Pazifik nach Port Hueneme in Kalifornien. Per LKW erfolgte der Weitertransport nach Escondido, wo die Triebzüge beim Betreiber zusammengesetzt wurden.
Technisch sind die Sprinter-Einheiten den Zügen der DB-Version der Baureihe 642 sehr ähnlich. Wesentliche Unterschiede sind der Wegfall der 1. Wagenklasse und des Bord-WCs sowie die Verwendung einer leistungsstärkeren Klimaanlage.
Seit 2009 erfolgt die Wartung der Fahrzeuge durch ein Konsortium von Veolia Transport und Bombardier Transportation.
Im März 2013 wurden ungewöhnlich hohe Verschleißerscheinungen an den Bremsen eines Triebzuges festgestellt. Daraufhin wurde der Betrieb zunächst mit verminderter Geschwindigkeit durchgeführt und kurz darauf für zwei Monate unterbrochen, in denen sämtliche Züge überprüft und schadhafte Teile ausgetauscht wurden. In dieser Zeit wurde ein Ersatzverkehr mit Bussen eingerichtet. Angeblich waren Probleme mit den Bremsen der Züge bereits mehr als ein Jahr vorher bekannt, wurden jedoch nicht an die zuständigen Stellen kommuniziert.

## Einsatz auf der Sprinter-Linie
1992 erwarb North County Transit District eine bestehende Güterverkehrsstrecke zwischen Oceanside und Escondido, parallel zum Highway 78, von der Santa Fe Railway. Die Gesamtkosten für Strecke und Fahrzeuge beliefen sich auf 477,6 Millionen US-Dollar. Am 9. März 2008 wurde die Sprinter-Linie im vorgesehenen 30-Minuten-Takt eröffnet. Die Strecke ist 22 Meilen (ca. 35 km) lang und hat 15 Haltepunkte. Damit verkürzte sich die bisher mit Bussen gefahrene Strecke um rund 20 Minuten. Jährlich werden durch den Sprinter etwa 2,4 Millionen Fahrgäste befördert.